# Étal de viande avec la Sainte Famille faisant l'aumône durant la Fuite en Égypte
Étal de viande avec la Sainte Famille faisant l'aumône durant la Fuite en Égypte est un tableau de l'artiste néerlandais Pieter Aertsen achevé en 1551.
Ce grand tableau représente une scène de marché paysan, avec au premier plan une abondance de viandes et d'autres aliments. À l'arrière-plan, on peut voir une scène du thème biblique de la fuite en Égypte : la Vierge Marie arrêtée sur la route, faisant l'aumône aux pauvres.
Ainsi, bien que le tableau semble être à première vue une nature morte ordinaire centrée sur les denrées alimentaires, il est riche en symbolisme : il cache en fait une signification religieuse symbolique, et incarne une métaphore visuelle encourageant la vie spirituelle. Mêlant ainsi nature morte et scène de genre, ce tableau s'inscrit dans le genre de la nature morte inversée. Aertsen s'est fait un nom dans les années 1550 en peignant des scènes de la vie quotidienne de manière naturaliste.

## L'artiste
Pieter Aertsen est un peintre de nature morte originaire d'Amsterdam, qui a travaillé pendant de nombreuses années à Anvers. Il est un représentant du style de la Renaissance nordique du XVIe siècle, plus précisément du maniérisme du Nord, une nouvelle ère pour la peinture aux Pays-Bas et dans les pays allemands, caractérisée par une observation précise et un naturalisme qui donnait à l'art de la peinture des impulsions de réalisme. De nombreux artistes du Nord se sont rendus en Italie pour étudier, où ils ont été influencés par les innovations de la Renaissance italienne et ont à leur tour influencé les peintres de ce mouvement avec des techniques telles que la nouvelle technique de la peinture à l'huile.
Aertsen est considéré comme l'un des fondateurs de la peinture de nature morte,,,,,,,. Son style est particulièrement nouveau : il mélange les caractéristiques de la nature morte et de la peinture de genre dans ses œuvres qui, comme Étal de viande avec la Sainte Famille faisant l'aumône, sont considérées comme des pionnières dans le genre de la nature morte qui s'est développé à partir des détails des peintures contenant des sujets figuratifs. Ses compositions dans la tradition flamande étaient remarquablement originales, comme cette peinture d'un étal de viande, avec une grande nature morte grandeur nature au premier plan et trois scènes plus petites apparaissant par des ouvertures à l'arrière-plan : c'est la composition d'une nature morte inversée,,.
Comme les protestants rejettent la tradition des arts catholiques, de nombreux tableaux d'Aertsen sont détruits par les iconoclastes, en particulier ses retables, dont certains ont été découpés en morceaux. Seules les parties des tableaux contenant les détails les moins religieux ont été épargnées. Ainsi, l'ère des peintures religieuses a décliné dans les pays protestants. Aertsen a peint Étal de viande avec la Sainte Famille faisant l'aumône quelques années avant de quitter Anvers pour Amsterdam,,,,,,,.

## L'œuvre

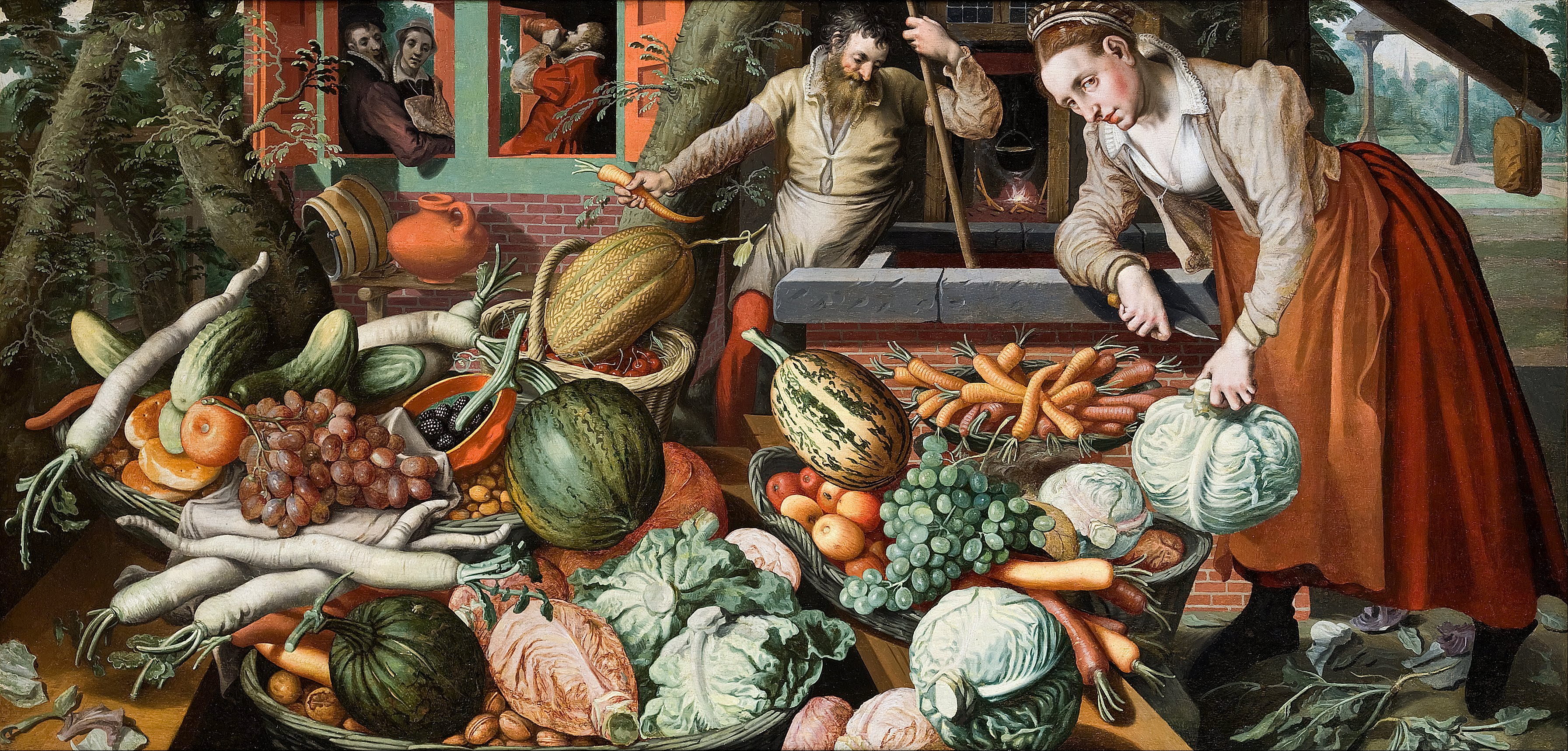
Scène de marché, de Pieter Aertsen (1569), a une composition similaire à celle dÉtal de viande avec la Sainte Famille faisant l'aumône durant la Fuite en Égypte.

Étal de viande avec la Sainte Famille faisant l'aumône consiste en une grande peinture à l'huile sur panneau, représentant une profusion de denrées alimentaires dans un style très réaliste, tandis que le récit est caché à l'arrière-plan, vu à travers les fenêtres et les ouvertures de l'étal. Les peintures d'Aertsen, qui est l'un des pionniers de ce mode de représentation, sont souvent réalisées dans le genre de la « nature morte inversée », dans lequel les aspects de la nature morte sont au premier plan et les aspects narratifs dans la scène de genre à l'arrière-plan,. Les sens du spectateur sont distraits par le riche étalage de divers aliments — assiettes au premier plan, viandes, jambon, lard, poisson fumé, pattes et tête de porc, pain, beurre, lait, fromage et bretzels suspendus (dans le coin gauche) — qui a été étalé devant le spectateur, et le sujet de la figure est submergé par la composition de la nature morte. Les différentes viandes, dont les saucisses, le bœuf, le poisson, la volaille et le porc, sont disposées sur des tables en bois, à l'aide de paniers, de pots et d'assiettes. Un tonneau et quelques chaises en osier servent également de récipients pour les aliments,.
Passant presque inaperçu au premier regard, un paysage imaginaire avec une route est visible au travers de l'ouverture centrale de l'étal. Par la petite fenêtre à gauche, on aperçoit un deuxième paysage avec une vue lointaine. Ces petits paysages cachent un récit religieux : ils représentent la Sainte Famille faisant l'aumône lors de sa fuite en Égypte pour échapper au harcèlement d'Hérode. Les autres personnages représentés sur la route marchent en direction de l'église. Comme la Sainte Famille, ils sont habillés de vêtements néerlandais contemporains. Sur le côté droit, derrière une figure tirant de l'eau du puits, se trouve une taverne avec des figures de genre représentant une joyeuse compagnie mangeant des huîtres et des moules. Devant la taverne est suspendue une carcasse qui ressemble beaucoup à la peinture de Rembrandt représentant un bœuf écorché.
Le sol autour de l'auberge est couvert de coquilles d'huîtres, qui font allusion à la luxure. Dans la taverne, une scène illustre le thème biblique du fils prodigue, et la femme représentée dans la taverne est peut-être une prostituée avec ses clients. Le tableau est riche en représentations symboliques : il véhicule des messages cachés. Les poissons, présentés croisés sur une assiette en étain, font référence au Carême, période pendant laquelle les fidèles s'abstiennent de manger de la viande. Le contraste entre la charité des pauvres fugitifs demandant l'aumône et la richesse et l'abondance de la nourriture véhicule un certain symbolisme religieux et un sens caché, reliant l'idée de « nourriture pour le corps » à celle de « nourriture pour l'âme », le « pain de vie » spirituel, appelant les spectateurs à détourner leur attention des choses de ce monde. Toute la Sainte Famille est représentée dans cette partie du tableau. Marie, tenant l'enfant Jésus dans ses bras et montée sur un âne, conduite par Joseph, offre du pain à une famille pauvre, partageant le peu qu'ils ont,. Le jeune garçon et son père reçoivent le pain de Marie, le pain représentant l'Eucharistie. L'abondance et la richesse de la nourriture dans l'étal est probablement une satire de la gloutonnerie. La viande peut également être considérée comme une représentation symbolique et une allusion à la « chair faible » (Matthieu 26:41). Les animaux abattus peuvent symboliser la mort d'un croyant, une iconographie assez courante aux XVIe et XVIIe siècles,,,,,,,.

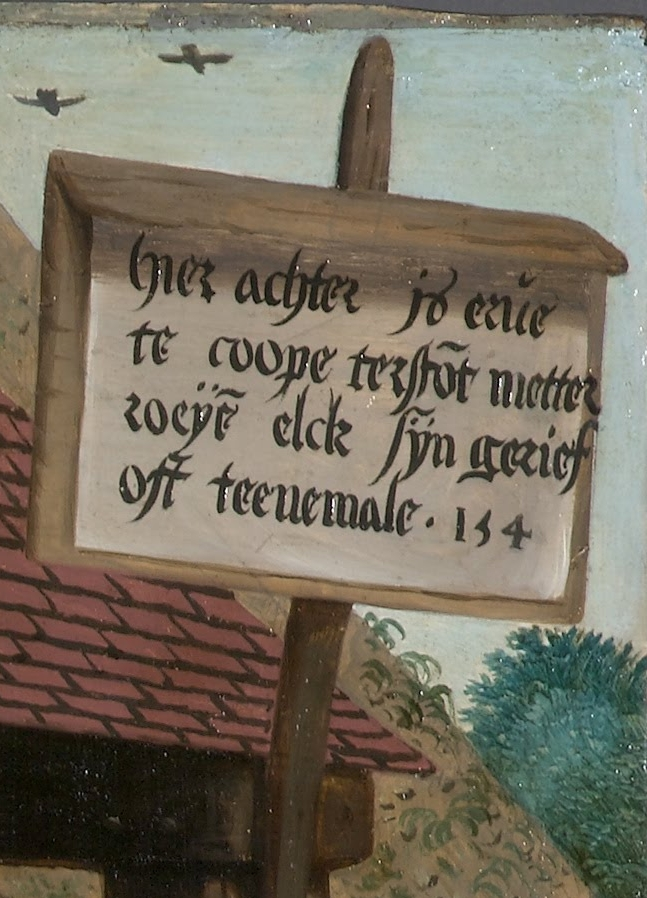
Le panneau, en haut à gauche de la composition indique : derrière, voici 154 cannes de terre à vendre immédiatement, soit à la canne selon votre convenance, soit en une seule fois.

Dans la partie supérieure droite du tableau, un signe manuscrit est affiché sur une pancarte en bois. En flamand, le dialecte de la langue néerlandaise parlée en Flandre dans le nord de l'actuelle Belgique, on peut lire : 

« derrière, voici 154 perches à vendre immédiatement, soit à la canne selon votre convenance, soit en une seule fois. »

Les discussions des spécialistes sur le panneau ont abouti à un consensus général selon lequel le message « fonctionne comme un commentaire métaphorique de cette scène », véhiculant un avertissement sur la société qui perd sa richesse spirituelle en accordant trop d'importance au gain matériel.

## Versions
Ce tableau est conservé par le North Carolina Museum of Art, mais il existe au moins quatre versions du même tableau, ce qui indique qu'il s'agissait d'une œuvre célèbre à l'époque, souvent copiée et admirée.
Les différents tableaux, dont les dimensions diffèrent quelque peu, sont les suivants :
- Étalage de viande avec la Sainte Famille faisant l'aumône, au North Carolina Museum of Art (115 × 165 cm)[18] ;
- Étalage de boucher avec la Fuite en Égypte, atelier de l'artiste, dans les University Art Collections de l'Université d'Uppsala (123,3 × 150 cm)[14] ;
- Nature morte avec viande et la Sainte Famille, atelier de l'artiste, hébergé par la Fundación Banco Santander (111 × 165 cm)[3] ;
- Étal du boucher avec la fuite en Égypte, atelier de l'artiste, hébergé par le musée des Bons-Enfants[6].

Autres versions
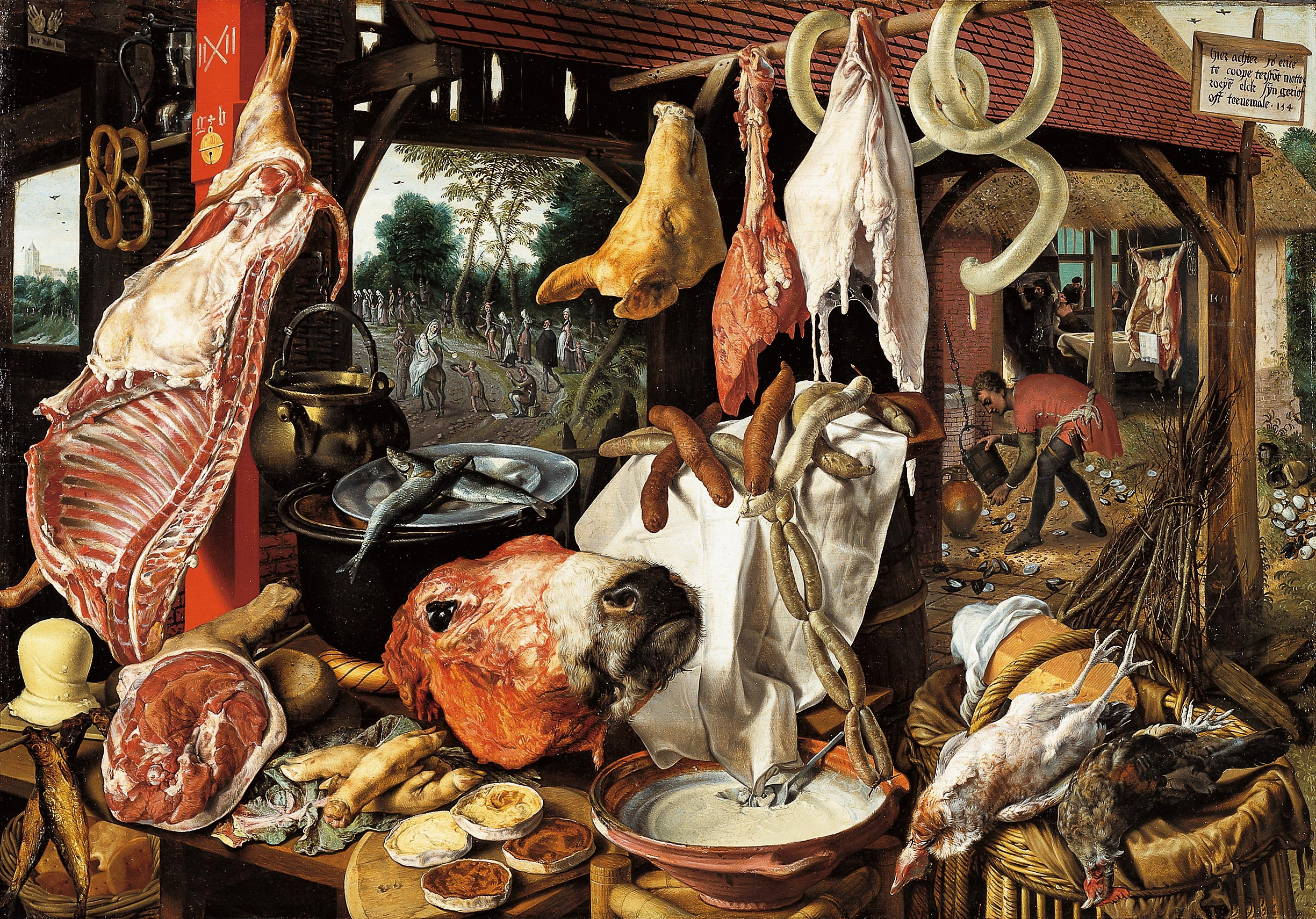
Étalage de boucher avec la Fuite en Égypte (Université d'Uppsala).
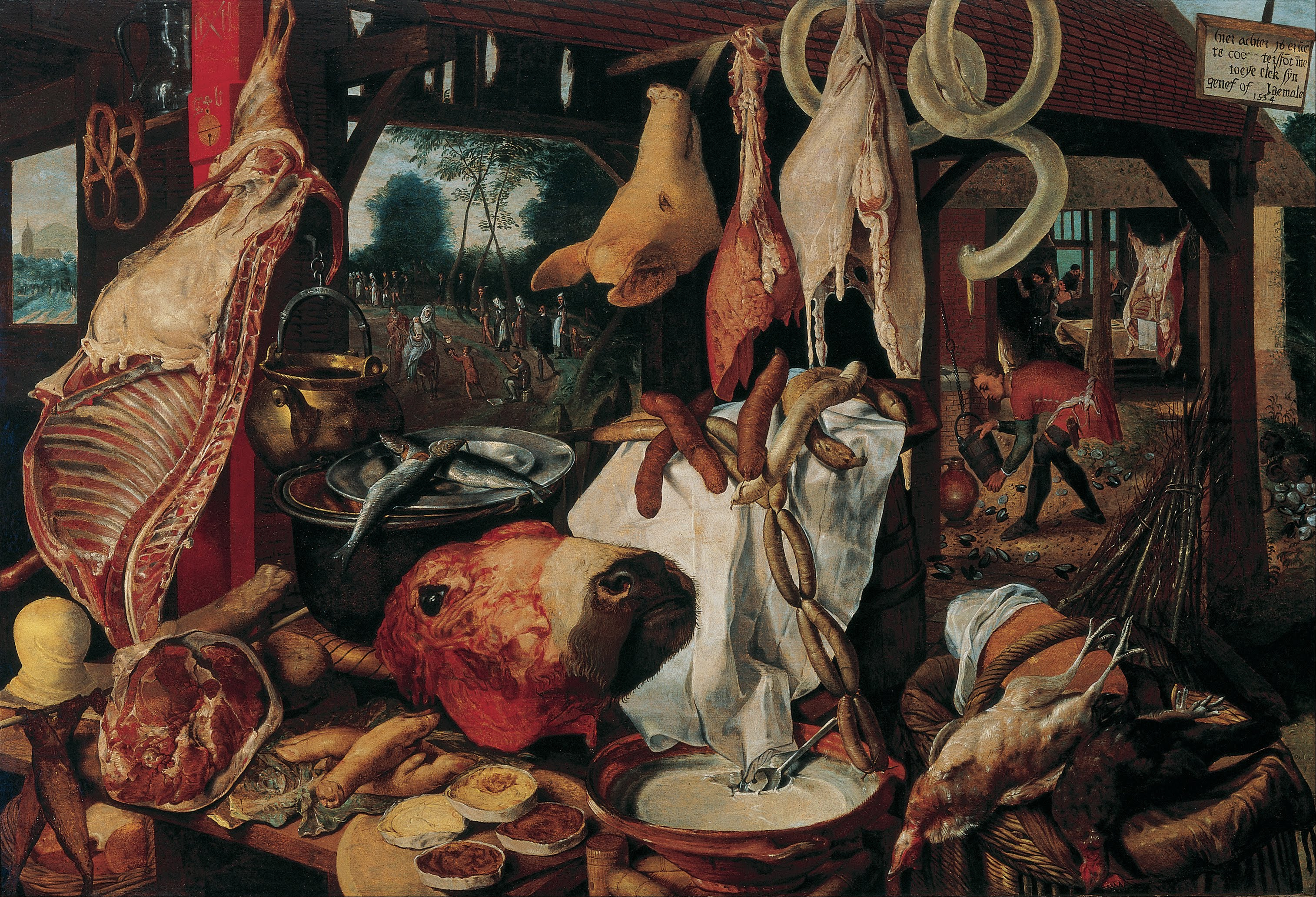
Nature morte avec viande et la Sainte Famille (Fundación Banco Santander).